# LATAM Airlines Perú
LATAM Perú è una compagnia aerea del Perù ed è una sussidiaria di LATAM Airlines Group. Il vettore ha sede a Lima mentre il suo hub principale è l'aeroporto Internazionale Jorge Chávez.

## Storia
La compagnia aerea è stata fondata nel luglio 1998 a Lima dagli imprenditori Boris Hirmas Rubio, Lorenzo Sousa Debarbieri, Cristian Said e Javier Rodriguez Larrain. Le operazioni di volo sono iniziate il 2 luglio 1999 con servizi domestici dall'aeroporto internazionale Jorge Chávez verso l'aeroporto Internazionale Alejandro Velasco Astete di Cusco e l'aeroporto Internazionale Rodriguez Ballon di Arequipa. Nel settembre 2002 è diventata una filiale di LAN Airlines, dopo che era stata acquistata per il 49% dalla compagnia aerea cilena mentre il 30% era rimasto ad ER Larraín e il 21% ad Inversiones Aéreas. Nell'ottobre 2006, LAN Perù ha ottenuto l'autorizzazione dalla DGAC peruviana ad operare come Aeronautical Maintenance Workshop (TMA), assegnandole il numero 029. Ciò le ha consentito, oltre a supportare le operazioni LAN, di offrire servizi ad altre compagnie. Nel 2008, la compagnia aerea ha trasportato circa 3,5 milioni di passeggeri, di cui 2,9 milioni nel mercato domestico mentre nell'ottobre 2009, la compagnia aerea ha ricevuto l'autorizzazione a fornire servizi di manutenzione degli aeromobili.
Nell'ambito della fusione tra la società madre LAN Airlines e TAM Linhas Aéreas, iniziata nel 2010, da cui è emerso LATAM Airlines Group, il 5 maggio 2016 la compagnia aerea è stata ribattezzata LATAM Airlines Perú.

## Destinazioni

### Accordi commerciali
Al 2022, LATAM Airlines Perú ha accordi commerciali con:
- Delta Air Lines[3]
- WestJet[4]

## Flotta

### Flotta attuale

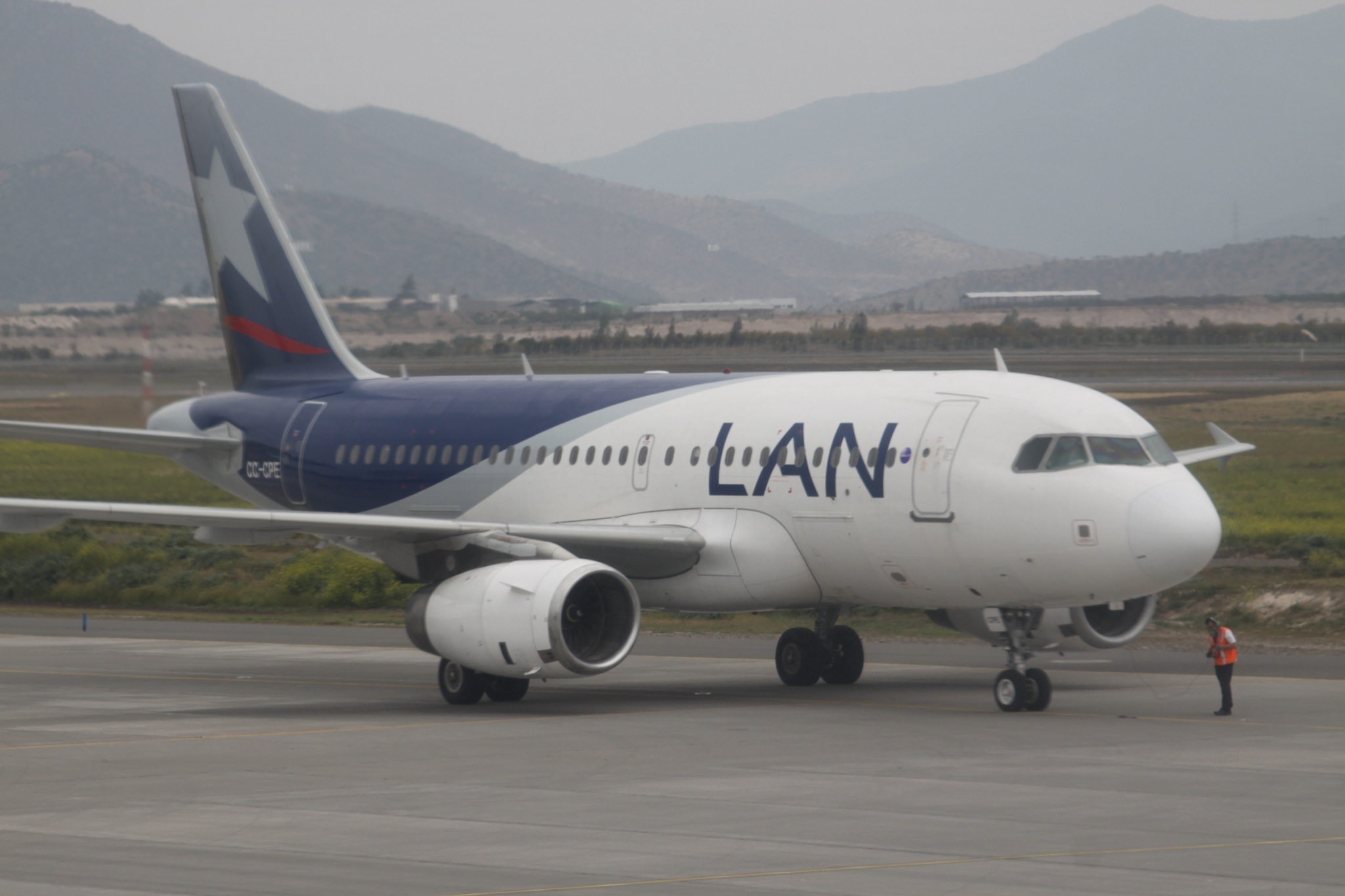
Un Airbus A319-100 di LATAM Perú nella vecchia livrea.

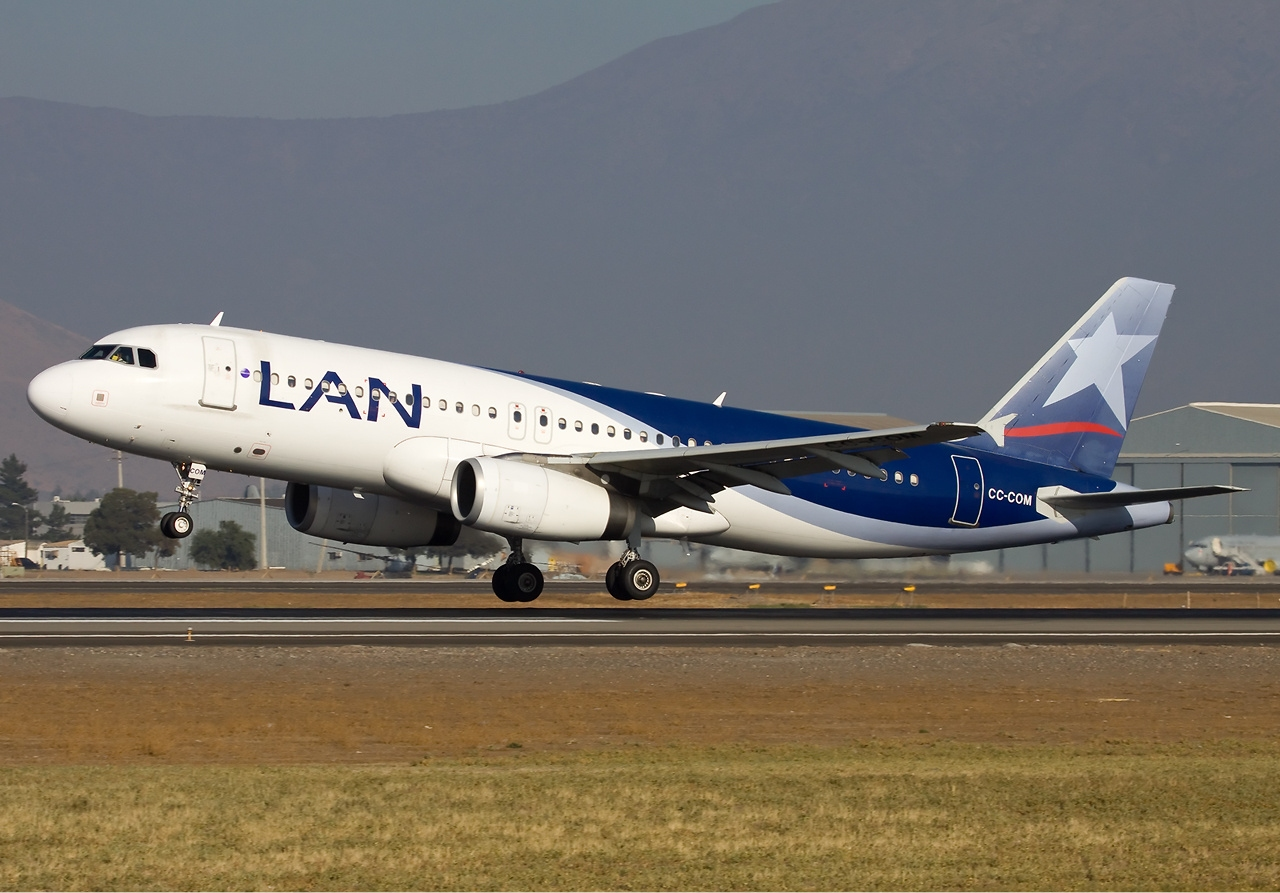
Un Airbus A320-200 di LATAM Perú nella vecchia livrea.

A dicembre 2022 la flotta di LATAM Perú è così composta:

### Flotta storica
LATAM Airlines Chile operava in precedenza con i seguenti aeromobili:

## Incidenti
- 18 novembre 2022: il volo LATAM Perú 2213, operato da un Airbus A320-271N, stava decollando dall'aeroporto Internazionale Jorge Chávez quando si è scontrato con un'autopompa che stava attraversando la pista, uccidendo due vigili del fuoco e ferendone un terzo. Tutti i 102 passeggeri e i sei membri dell'equipaggio a bordo si sono salvati.[8]